# OSI 1200
La OSI 1200S était une voiture fabriquée par le carrossier italien OSI entre 1963 et 1966 en Italie. Produite en version spyder et coupé, elle sera commercialisés en Italie par le réseau OSI avec un logo Fiat et en Allemagne par la filiale Fiat Neckar.
Les deux versions sont construites sur la base de la fameuse Fiat 1100-103 de 1962.

## Histoire
Ce même modèle a reçu les appellations : 
- Fiat OSI 1200S Spyder, en 1963 en Italie. La version Spyder sera présentée en 1964,
- Fiat Neckar St Trop', en 1964 en Allemagne, version spyder et coupé.

Le premier prototype statique a été présenté au Salon de l'automobile de Turin en novembre 1963. Ce sera le premier modèle automobile à être commercialisé sous la marque OSI. Précédemment, tous le modèles même ceux assemblés dans les ateliers de la carrosserie OSI portaient le logo de la marque commanditaire, pour la plupart, Innocenti ou Fiat.
Le premier modèle présenté fut la version spyder. La carrosserie était due au dessin de Giovanni Michelotti. Au Salon de Genève 1964, OSI présente la version Coupé et la version définitive de la Spyder dont la production avait débuté depuis le début de l'année.

## La Neckar St Trop'
La direction de Fiat Neckar a été séduite par ces deux versions. En Allemagne, à l'époque, aucun constructeur ne proposait un modèle de ce genre ce qui lui valut un certain succès. Les voitures étaient importées directement d'Italie où il était ajouté un simple filet chromé sur la calandre pour fixer le logo Neckar en lieu et place du logo Fiat.
Grâce à André Chardonnet, importateur en France des modèles Fiat non badgés Fiat comme Autobianchi, Neckar ou Zastava, toute la gamme Neckar dont les spyder et coupé OSI ont également été commercialisés sur le sol français à une époque où les taxes d'importation étaient plus que dissuasives.
Les responsables du registre Neckar ont retrouvé des exemplaires encore roulants en 2010 de la St Trop' au Japon, en Belgique et aux Pays Bas.